# Chvaletická
Chvaletická je ulice na Lehovci v katastrálním území Hloubětína na Praze 14. Začíná na křižovatce ulic Kukelská se Žárskou a má slepé zakončení, respektive na ni navazuje několik užších cest pro pěší. Podle Geoportálu Praha se jedna z těchto vyasfaltovaných cest nazývá Chvaletická, v tomto smyslu by ulice končila až u Slévačské. Tam ovšem chybí návaznost, vjezdu ze Slévačské do Chvaletické brání obrubníky. Z této jihozápadní strany je označena jako stezka pro chodce a cyklisty.
Ulice je nazvána podle přístavu na Labi ve Chvaleticích v okrese Pardubice. Ulice vznikla a byla pojmenována v roce 1975, když se letech 1972–1975 budovalo sídliště Lehovec. Do ulice je zákaz vjezdu motorových vozidel. Severní stranu ulice tvoří mateřská, základní škola a školní sportovní areál (atletické hřiště). Na jižní straně jsou rodinné domy se zahradami, vysoký panelový dům a dětské hřiště.

## Budovy a instituce
- Mateřská škola Praha 9 – Lehovec (Školička Lehovec), Chvaletická 917/1.[4]
- Základní škola, Praha 9 – Lehovec, Chvaletická 918, Chvaletická 918/3,[5] byla otevřena v roce 1977. Její kapacita je přibližně 700 žáků, disponuje jídelnou a družinou.
- Obytný panelový dům čp. 904, Kukelská 3. Dvanáctipodlažní dům je jednou ze čtyř dominant sídliště Lehovec.
- Podle prodloužené varianty uváděné Geoportálem Praha by ulice umožňovala přístup ještě k dalším dvěma dominantám, domu čp. 902, Slévačská 11 na severu a domu čp. 903, Kukelská 1 na jihu.

Soukromá střední odborná škola START, Chvaletická 918/3, která nabízela čtyřleté maturitní studium oboru cestovní ruch, se 15. července 2019 přestěhovala do červeného pavilonu Základní školy Generála Janouška na adrese Dygrýnova 1006/21, Praha 9-Černý Most.

## Galerie

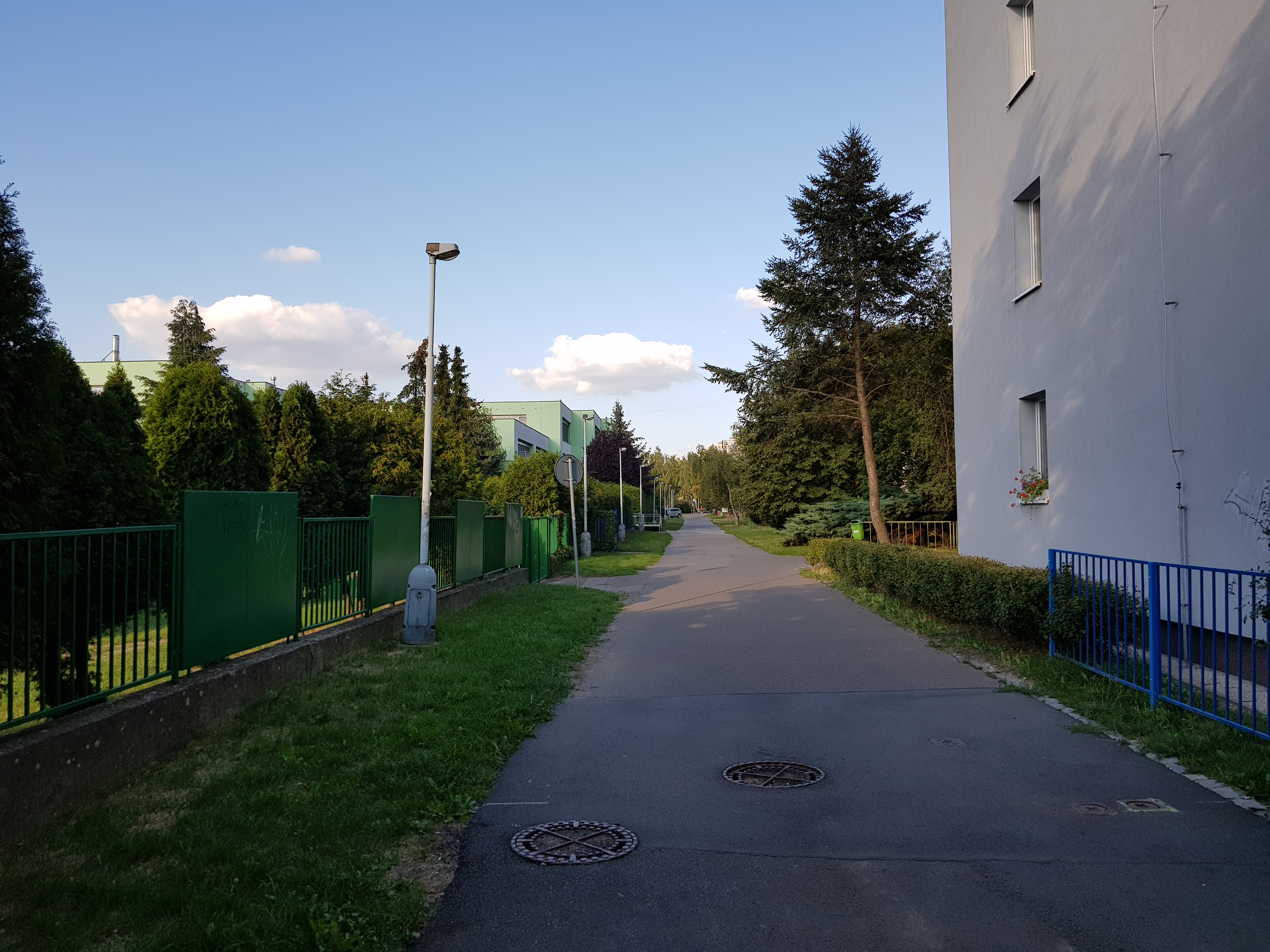
Pohled severovýchodním směrem, vlevo školní areál.
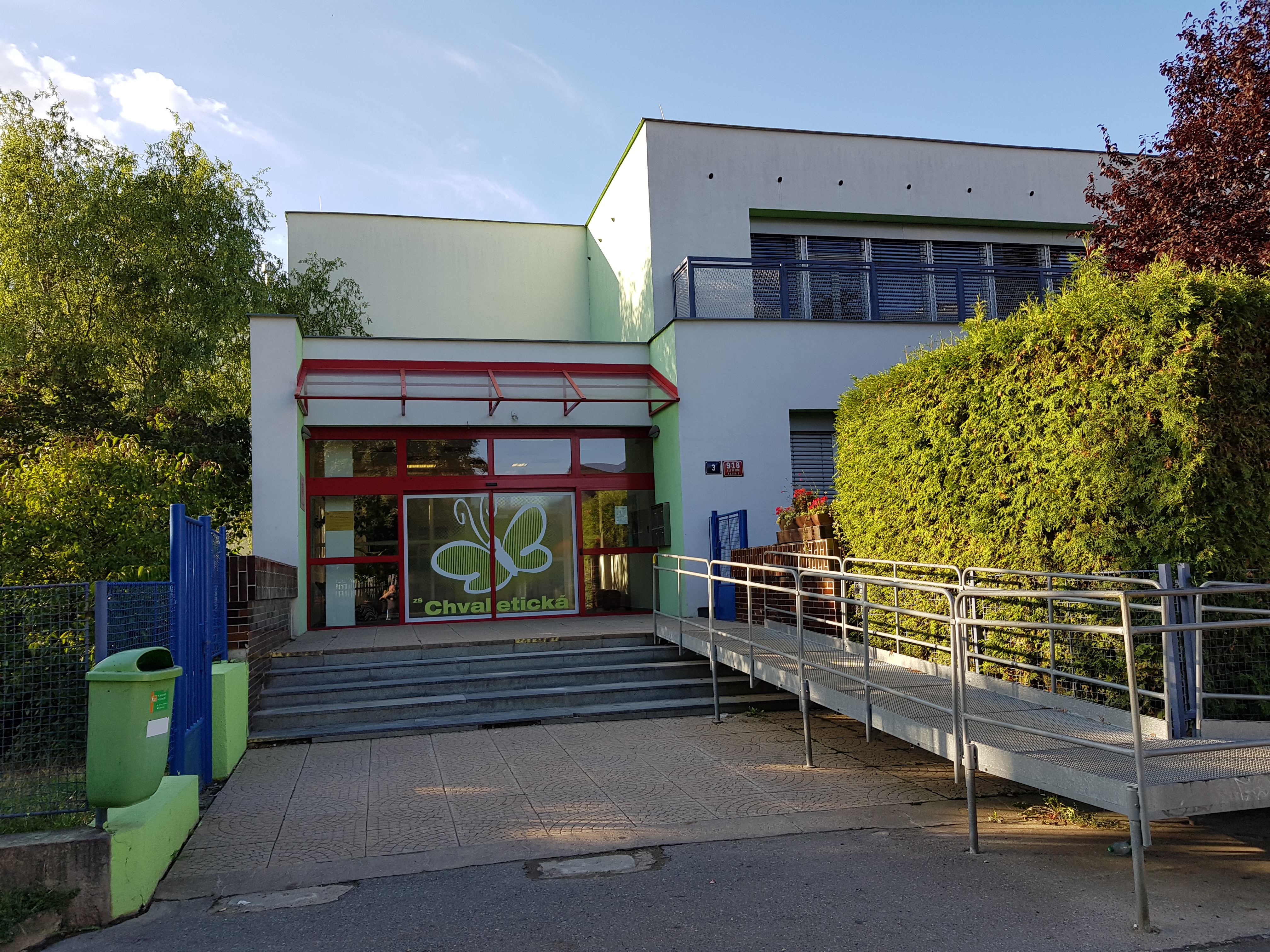
Vchod do základní školy Chvaletická Praha 9 – Lehovec.
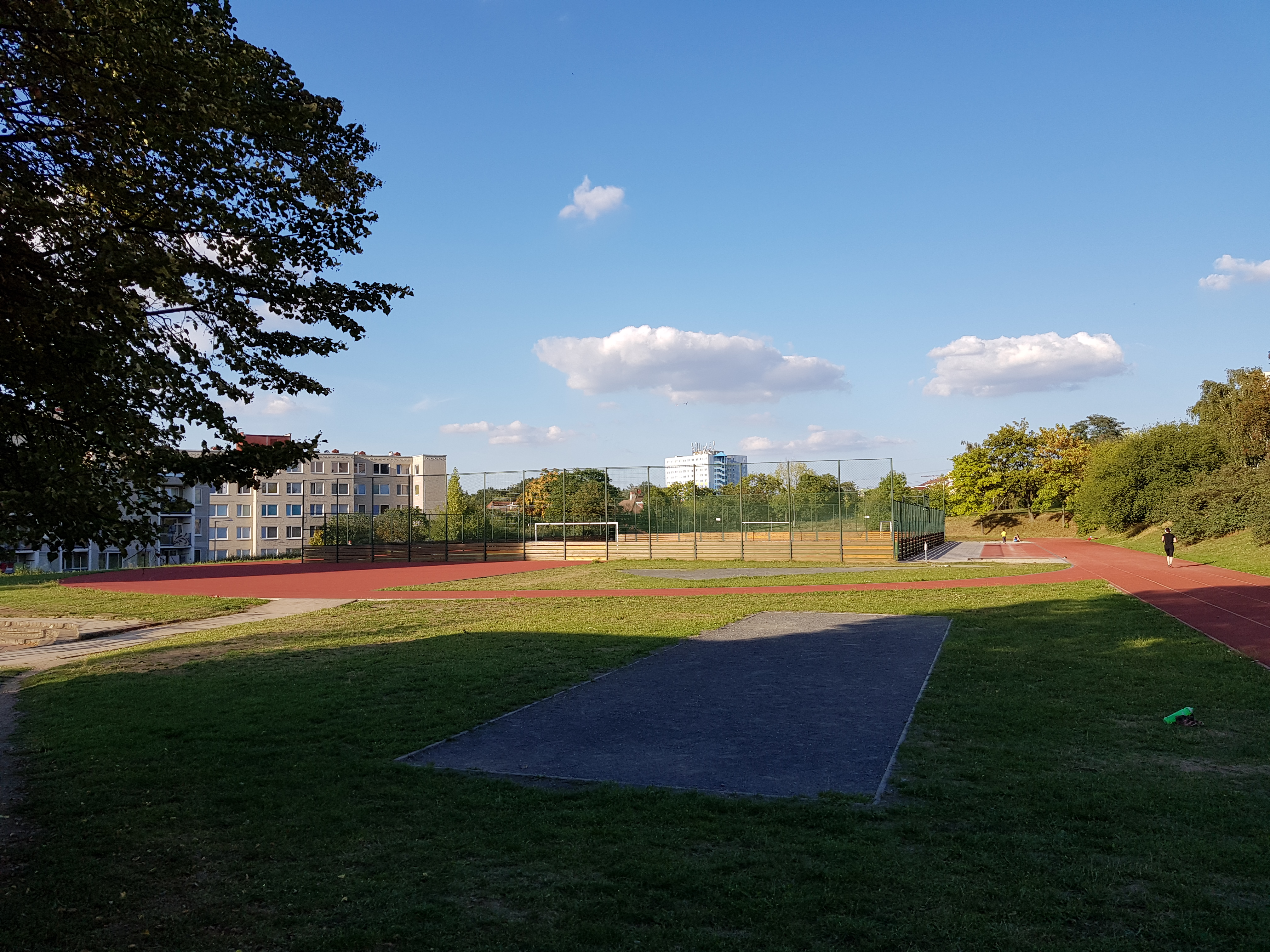
Školní atletický areál, odpoledne a o víkendu otevřen pro veřejnost.